# Crash (magazin)
A Crash egy ZX Spectrum számítógéppel foglalkozó magazin volt. 1984 és 1991 között, felszámolásáig adta ki a Newsfield Publications Ltd., majd 1992-ben a Europress.

## Története
A Crash-t eredetileg Roger Kean, Oliver Frey és Franco Frey alapította 1983-ban, mint egy postai úton megrendelhető szoftverkatalógus, amiben több oldalnyi teszt is megtalálható volt. 1984 februárjában jelent meg az első lapszáma, amely kizárólag csak a Spectrumra megjelent játékokkal foglalkozott (ellentétben a vetélytársaival, melyekben komolyabb technikai leírások is megjelentek). Kean és a Frey testvérek a magazin teljes élettartama alatt közreműködtek az újság szerkesztésében.
A Newsfield által utoljára kiadott lapszám az 1991 októberi volt. A kiadó felszámolása után a magazint az Europress 1991 decemberében újraindította egészen 1992 augusztusáig , az utolsó szám megjelenéséig. Ezután a Crash-t felvásárolta az EMAP; a Sinclair User kiadója, aki egyesítette a két újságot. Ez a valóságban több hónapig nem jelentett mást mint a Crash logójának megjelenése a Sinclair User kiadványain.

## Népszerűsége
1986 októberére a Crash-ből rendszeresen több mint 100 000 példány kelt el. Az ABC számításai szerint a lap 1986 januárja és júniusa között havonta 101 483 példányban fogyott; több mint az ország bármely más számítógépes újságjából.

## Tartalom
A legtöbb szerkesztői tartalom (például az előzetesek és az olvasói levelekre való válaszok) Lloyd Mangram; egy kitalált személy nevéhez fűződik, amiket az újság alkalmazottai írtak. Mangramot a magazinban egy férfiként ábrázolták papírzacskóval a fején lyukkal kivágva a szemeinél. Ez éles ellentétben áll a magazin későbbi éveiben használt gyakorlattól, amiben minden tesztnél feltüntették annak írójának arcképét. Lloyd Mangram cikkei gyakran hivatkoztak a régi Hermes írógépére, ami valószínűleg ugyanúgy a képzelet szüleménye mint maga Mangram is és inkább a magazin írói közötti viccről lehet szó az esetleges késésekre.

## Vetélytársai
A Crash 1985 augusztusi számában szerepelt az „Unclear User”; a konkurens Sinclair User magazin paródiája. Ez egy bírósági döntéshez vezetett, amiben meghatározták, hogy minden egyes lapszámot vissza kellett hívni az újságárusoktól és a következő lapszámban bocsánatot kellett kérniük. Azonban a lapszámot sok előfizető már megkapta a döntés előtt.

## Borító
A Crash legtöbb jellegzetes borítóját Oliver Frey rajzolta. A Retro Gamer újságban megjelentek a Crash elülső borítói poszterként és Oliver Frey munkáit naptárként is kiadták. A legtöbb munkája 2006-ban megjelent egy könyvben.
A 41. lapszám (1987 június) borítóján egy különösen erőszakos kép jelent meg; két barbár harca, ahol az egyik épp elvágja a másik torkát. A W H Smith túl durvának ítélte meg a képet és a magazint az újságárusok csak a polcok legtetejére tehették ki.